# Лудвиг III Младши
Лудвиг III Младши (на немски: Ludwig III. der Jüngere; * 835; † 20 януари 882, Франкфурт на Майн) от династията на Каролингите, е крал на Източнофранкско кралство и Лотарингия (876 – 882), и крал на Бавария (880 – 882).

## Биография
Той е втори син на крал Лудвиг Немски и Ема Баварска от Източнотофранкско кралство. Брат е на Карломан, Карл III Тлъсти, Хилдегарда, Ирмгарда, Берта и Гизела.
През 865 г. Лудвиг получава голямото Източнофранкско кралство, към което принадлежат Източнофранкска Франция (Франкен), Сахсен и Тюрингия. През 870 г. получава чрез договора от Меерсен също Източна Лотарингия. Във всички тези територии той поема управлението след смъртта на баща му през 876 г.
На 8 октомври 876 г. той побеждава западнофранкския крал Карл II Плешиви в битката при Андернах. През 880 г. сключва договор в Рибмон с внуците на Карл II Плешиви Луи III и Карломан II и получа също и Западна Лотарингия. След смъртта на брат му Карломан през 880 г. Лудвиг получава владението и на източнофранкското частично Кралство Бавария.
Лудвиг III умира без да остави живи мъжки наследници и след смъртта му владенията му отиват при Карл III Тлъсти (източнофранкски частичен крал в Алемания, италиански крал и кайзер). Той е погребан в манастира Лорш.

## Фамилия
Лудвиг се жени преди 29 ноември 874 г. за Луитгард Саксонска († 17 или 30 ноември 885), дъщеря на граф Луидолф от династията Лиудолфинги (Отони); тя е погребана в Ашафенбург. Лудвиг и Луитгарда имат две деца:
- Лудвиг (* 877, † ноември 879)
- Хилдегарда (* 878/881, † сл. 895)

Освен това той има един извънбрачен син, Хуго (* 855/860, † февруари 880).